# Trondheim Black Panthers
Pour les articles homonymes, voir Black Panthers.
Le Trondheim IK est un club de hockey sur glace de Trondheim en Norvège. Il évolue en GET ligaen, l'élite norvégienne.

## Historique
Le club est créé en 1986 et ferme en 2008 .

## Palmarès
- Aucun titre.